# Salandi
Der Salandi ist ein linker Nebenfluss des Baitarani im ostindischen Bundesstaat Odisha.
Der Salandi entspringt in den Meghasani Hills im Süden des Similipalgebirges, einer Gebirgsgruppe der Ostghats, im Distrikt Mayurbhanj auf einer Höhe von 900 m. Der Salandi fließt in überwiegend südlicher Richtung. Bevor er die Küstenebene erreicht, wird der Fluss von der Salandi-Talsperre aufgestaut. Später durchfließt er die Stadt Bhadrak und teilt sich in mehrere Flussarme auf, die sich wieder vereinigen. 9 km oberhalb der Ortschaft Chandbali mündet er schließlich in den Baitarani.
Der Salandi ist 144 km lang. Er entwässert ein Areal von 1793 km².